# Constitución del Estado Nor Peruano
La Constitución Política del Estado Nor-Peruano fue una carta política que acordó la formación del Estado Nor-Peruano, que abarcaba todo el norte del Perú, incluyendo Lima. Fue dada por la Asamblea deliberante del Norte del Perú o Asamblea de Huaura, que se reunió del 3 al 24 de agosto de 1836. Acordó asimismo, la federación de dicho estado con la República de Bolivia y con el Estado Sud-Peruano (este último creado en marzo de ese año), que en conjunto formarían la Confederación Perú-Boliviana. Esta fue establecida por el Gran Mariscal Andrés de Santa Cruz, Protector Supremo de los tres Estados, por decreto dado en Lima el 28 de octubre de 1836.

## Contexto

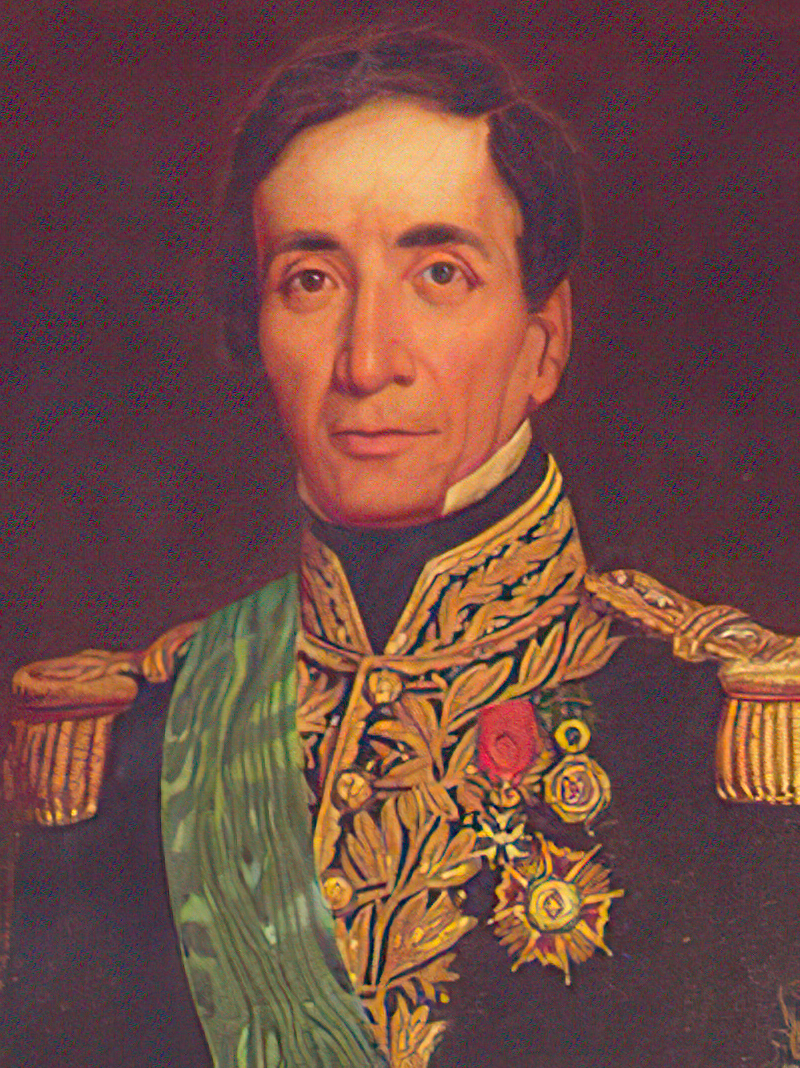
Gran mariscal Andrés de Santa Cruz, Supremo Protector de la Confederación Perú-Boliviana.

En 1835 estalló la guerra por el establecimiento de la Confederación Perú-Boliviana. El Jefe Supremo del Perú, Felipe Santiago Salaverry se alió con el mariscal Agustín Gamarra para combatir la invasión boliviana dirigida por el presidente Andrés de Santa Cruz, la cual había sido solicitada por el presidente provisorio del Perú Luis José de Orbegoso, atosigado por las revueltas internas. Santa Cruz triunfó en 1836, y tras el destierro de Gamarra y el fusilamiento de Salaverry, quedó como dueño del Perú y con el camino abierto para plasmar su proyectada Confederación Perú-Boliviana.
El sur del Perú acogió favorablemente dicho proyecto, y envió sus representantes a la asamblea de Sicuani, la cual acordó la formación del Estado Sud-Peruano y su federación con Bolivia y con el otro estado independiente que debía formarse en el norte del Perú, región donde, en contraste, no era bien visto el proyecto de la Confederación.

## La Asamblea de Huaura

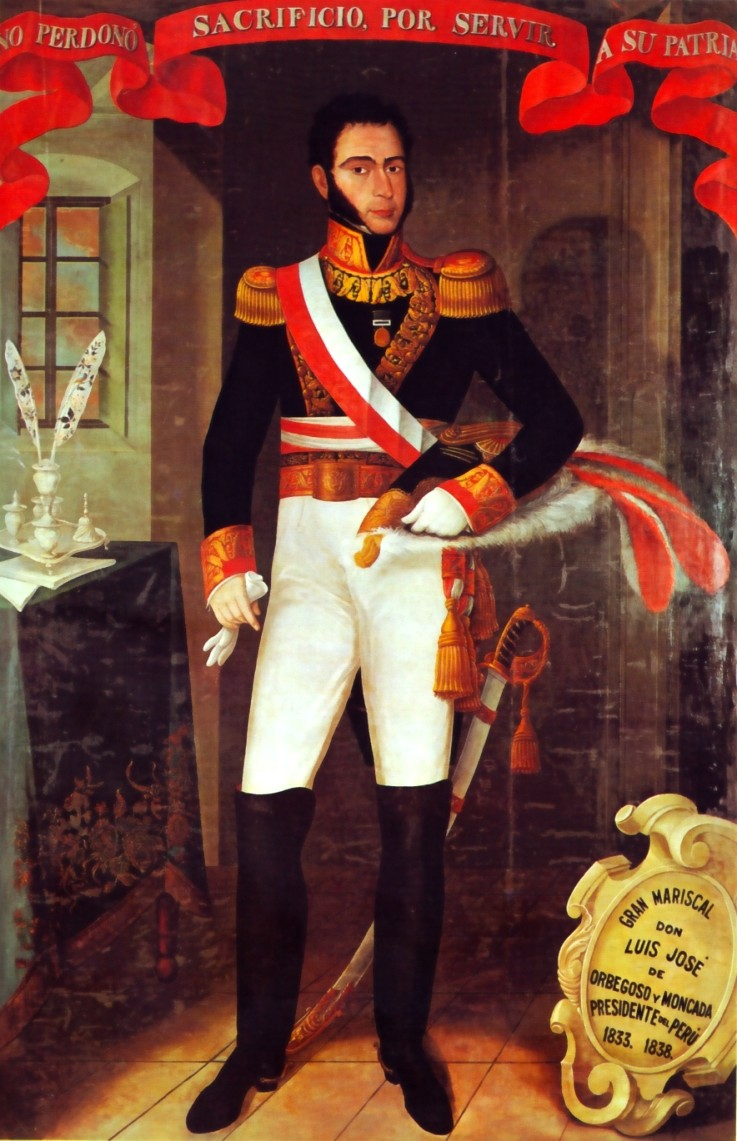
Gran Mariscal Luis José de Orbegoso, Presidente Provisorio del Perú y luego Presidente del Estado Nor-Peruano.

La asamblea o congreso de los departamentos del norte peruano demoró más tiempo en reunirse que su par del sur. En dicha región se notaron desde un principio síntomas de resistencia ante la nueva situación política. A diferencia del sur peruano, el norte carecía de vínculos directos con Bolivia, y temía perder su preponderancia tradicional que había ejercido hasta entonces en la vida del Perú.
Finalmente, se reunió la Asamblea del norte peruano en Huaura, del 3 al 24 de agosto de 1836, vigilada por una división boliviana, y cautelado en sus decisiones por los jefes de ese ejército, generales Trinidad Morán y Ramón Herrera. Dicha asamblea estuvo compuesta por 20 diputados que representaban a los departamentos de Amazonas, Junín, La Libertad y Lima, bajo la presidencia de Evaristo Gómez Sánchez. Ante ella presentó su renuncia el presidente Luis de Orbegoso, que no fue aceptada, quedando momentáneamente como presidente provisorio del Estado Nor-Peruano.
La asamblea dio el día 6 de agosto la Constitución del Estado Nor-Peruano, la cual fue promulgada el día 11 por el presidente Orbegoso.

## La Constitución
La Constitución del Estado Nor-Peruano estipuló lo siguiente:
- Acordó la formación de un estado libre e independiente a base de los departamentos de Amazonas, Huaylas, Junín, La Libertad y Lima, que adoptaría el nombre de Estado Nor-Peruano y su forma de gobierno sería la popular representativa.
- Se comprometió a confederarse con Bolivia y con el Estado Sud-Peruano, formando la gran Confederación Perú-boliviana. Las bases de dicha confederación debían se fijadas por un congreso de plenipotenciarios nombrados por cada uno de los tres estados.
- Confió el ejercicio de toda la suma del poder público al mariscal Andrés de Santa Cruz bajo el título de Supremo Protector del Estado Nor-Peruano, con las facultades de nombrar un sustituto cuyas funciones él mismo detallaría, debiendo ser ellas limitadas.
- Adoptó como pabellón, escudo de armas y tipo de moneda los que había tenido la República del Perú, con la única diferencia de que se sustituyera este nombre por el de Estado Nor-Peruano.

Esta Constitución fue aprobada por la ley del congreso de Bolivia del 30 de mayo de 1838. 

## Establecimiento de la Confederación
Otorgado así el poder político a Santa Cruz, una comisión de la Asamblea de Huaura se constituyó en Lima para tomarle juramento. Santa Cruz, que había esperado en Tarma mientras debatía la Asamblea, entró triunfalmente a Lima el 15 de agosto, asumiendo el mando como Supremo Protector de los Estados Sud y Nor Peruanos. En Bolivia, un Congreso extraordinario reunido en Tapacarí en junio de 1836 acordó también autorizar a Santa Cruz la formación de la Confederación.
Provisto pues, de todos los elementos legales que le otorgaron las asamblea de los tres estados, Santa Cruz decretó establecida la Confederación Perú-Boliviana por decreto dado en Lima el 28 de octubre de 1836, convocando luego al Congreso de Tacna donde debían discutirse las bases de su estructura administrativa.

## Derogación
Tras la Restauración, se declaró nulo y atentatorio todo lo hecho por la Asamblea de Huaura (ley del 25 de setiembre de 1839). La Constitución de 1839 ratificó este desconocimiento, prohibiendo en adelante todo pacto federativo que pusiera en peligro la unidad del Perú.